# Верный (Башкортостан)
Ве́рный (баш. Верный) — деревня в Иглинском районе Республики Башкортостан Российской Федерации. Входит в состав Калтымановского сельсовета.

## География

### Географическое положение
Расстояние до:
- районного центра (Иглино): 21 км,
- центра сельсовета (Калтыманово): 15 км,
- центра города Уфа: 25 км,
- ближайшей ж/д станции (Иглино): 21 км.

## Население
| 2002 | 2009 | 2010 |
| ---- | ---- | ---- |
| 82   | ↘78  | ↗91  |

### Национальный состав
Согласно переписи 2002 года, преобладающие национальности — русские (36 %), белорусы (26 %).